# Руфинијева телашца
Руфинијева телашца је споро адаптирајући механорецептор који се налази у кожном ткиву између дермалних папила и хиподерме. Име је добио по Анђелу Руфинију.

## Структура
Руфинијева телашца су увећани дендритски завршеци са издуженим капсулама.

## Функција
Овај рецептор у облику вретена је осетљив на истезање коже и доприноси кинестетичком осећају и контроли положаја и покрета прста. Највеће су густине око ноктију где делују у праћењу клизања предмета дуж површине коже, омогућавајући модулацију приањања на предмету.
Руфинијева телашца реагују на стални притисак и показују врло мало прилагођавања.
Руфинијева телашца се налазе у дубоким слојевима коже и региструју механичку деформацију унутар зглобова, тачније промену угла, са специфичношћу до 2,75 степени, као и континуирана стања притиска. Они такође делују као терморецептори који реагују дуго времена, тако да у случају дубоких опекотина неће бити бола, јер ће ови рецептори бити сагорени.